# 品種 (動物)

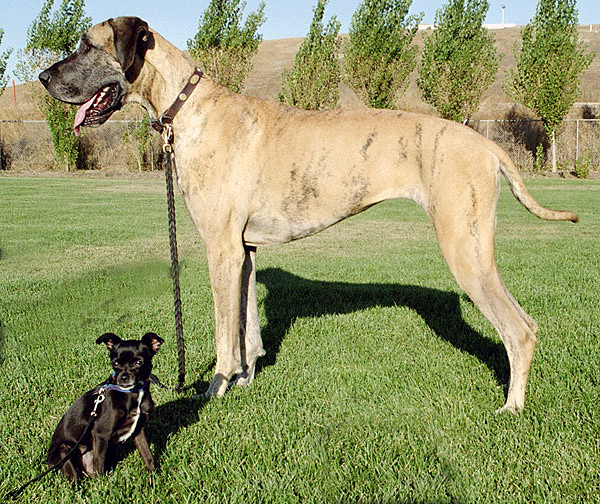
兩個狗的品種，分別為混種吉娃娃（左）和大丹犬（右）

動物中的品種（英語：breed）是指由人类培育的具有某些相同特征的家養動物的種下类群。非专业人士常将种（即物种）错误地称作品种，但动物品种是种之下的类群单位。此外，家養動物品種與品系（strain，或稱「株」）不是等義詞，後者之間的差異不一定足以被認定為一個品種。

## 各種動物品種列表
- 家貓品種列表
- 犬種列表